# Bahnhof Oberlahnstein
Der Bahnhof Oberlahnstein ist neben dem Bahnhof Niederlahnstein und dem Haltepunkt Friedrichssegen einer von drei Bahnhöfen in der rheinland-pfälzischen Stadt Lahnstein. Der Durchgangsbahnhof mit heute 2 Bahnsteiggleisen liegt an der rechten Rheinstrecke im Stadtteil Oberlahnstein. Der angrenzende Güterbahnhof bildet heute nur noch eine Industriebrache.

## Geschichte
Ein erster Streckenabschnitt der Lahntalbahn von Oberlahnstein bis Bad Ems wurde am 1. Juli 1858 eröffnet, jedoch kurz darauf durch einen Erdrutsch verschüttet und unbefahrbar.
Die Nassauische Rhein Eisenbahn-Gesellschaft eröffnete 1856 das erste Teilstück der 1853 konzessionierten nassauischen Rheintalbahn von Wiesbaden nach Rüdesheim. Wegen finanzieller und technischer Schwierigkeiten wurde die Strecke erst am 22. Februar 1862 bis Oberlahnstein und am 3. Juni 1864 bis Niederlahnstein verlängert.
1862 wurde das Trajekt Stolzenfels–Oberlahnstein errichtet, das bis 1864 die rechte und die linke Rheinstrecke verband.
1879 wurde von den Preußischen Staatseisenbahnen die Verbindung Niederlahnstein–Abzweig Hohenrhein eingerichtet. Damit einher ging ein größerer Bedeutungsverlust für den Bahnhof Oberlahnstein. Später wurde der Bahnhof weiter ausgebaut, was 1909 abgeschlossen war.
Um das Jahr 1960 wurde die gesamte rechte Rheinstrecke von Köln bis Wiesbaden elektrifiziert.
Das im Zweiten Weltkrieg schwer beschädigte – nach Plänen von Heinrich Velde erbaute – Empfangsgebäude wurde 1968 durch einen Neubau ersetzt.
Zum 30. Mai 1983 wurde der Streckenabschnitt Oberlahnstein–Friedrichssegen stillgelegt und abgebaut. Damit verlor der Bahnhof Oberlahnstein seine Funktion als Bahnknotenpunkt im Rhein-Mosel-Lahn-Gebiet, welche nun weitestgehend auf die Bahnhöfe Niederlahnstein und Koblenz Hbf übertragen worden sind. Allerdings verkehrten mit Ausnahme einer kurzen Zeit nach dem Zweiten Weltkrieg auf diesem Abschnitt schon seit den 1910er Jahren keine Personenzüge mehr.

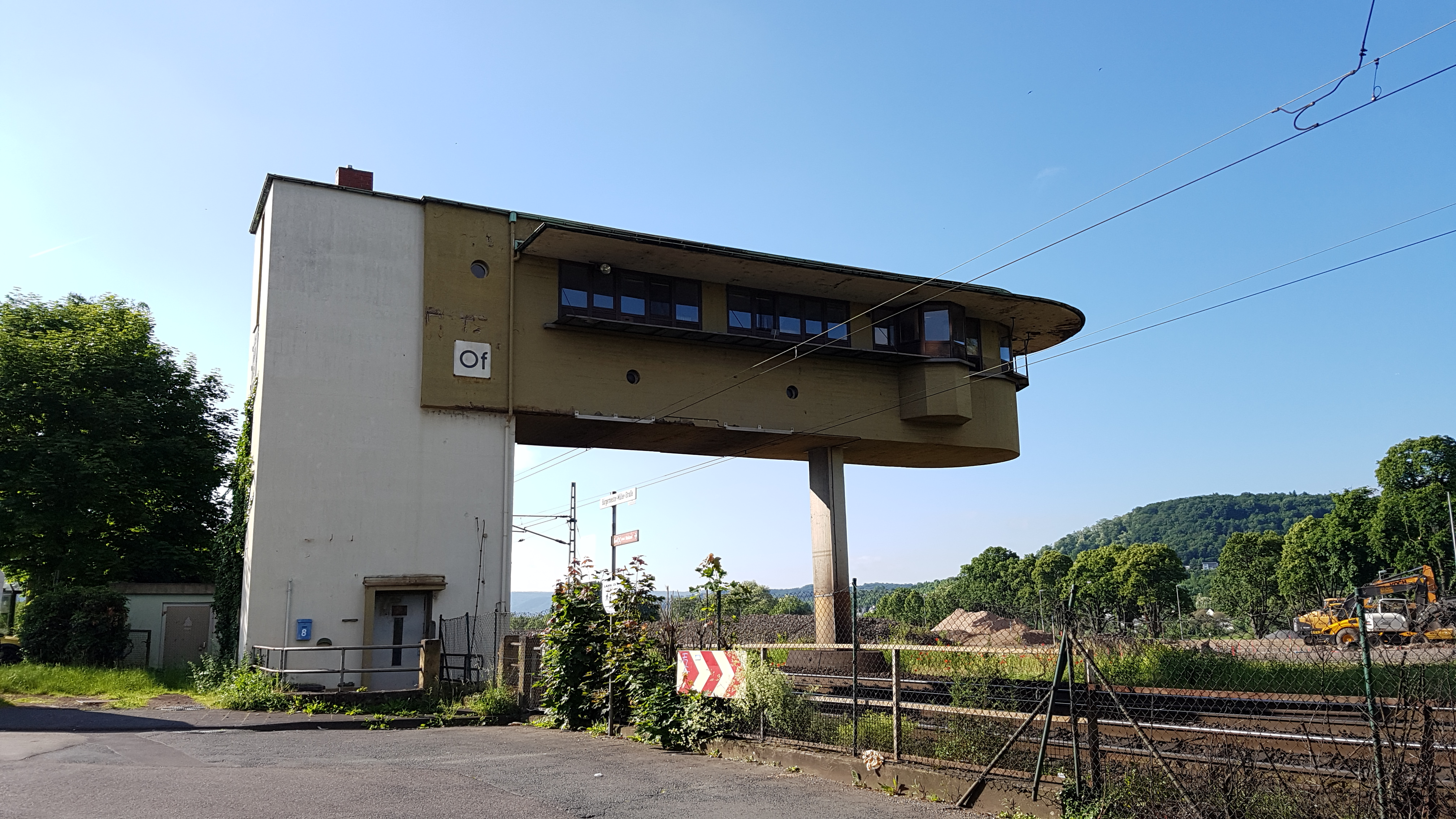
Ehemaliges Stellwerk Oberlahnstein

Im Dezember 2007 wurde das elektronische Stellwerk Rechter Rhein in Betrieb genommen. Im Sommer 2008 wurde die zweite Bauphase des Projektes fertiggestellt und der Streckenabschnitt Oberlahnstein–Niederlahnstein an das elektronische Stellwerk angeschlossen.

### Bahnbetriebswerk Oberlahnstein
Bereits 1862 wurde in Oberlahnstein eine Lokstation eingerichtet, aus der sich später das Bahnbetriebswerk Oberlahnstein entwickelte. 1962 wurde das Bahnbetriebswerk als eigenständige Dienststelle aufgelöst. Noch im selben Jahr wurde der Ringlokschuppen abgerissen.

## Gleisanlagen
Der Oberlahnsteiner Bahnhof besaß einst umfangreiche Gleisanlagen, wovon sich die meisten auf dem mittlerweile still- und brachliegenden Güterbahnhof befanden. Der Personenverkehr wird an einem Haus- und einem Außenbahnsteig abgewickelt.
Die Nummerierung beginnt auf der Südwestseite am Empfangsgebäude.
- Gleis 1 ist ein Durchgangsgleis und liegt am Hausbahnsteig direkt vor dem Empfangsgebäude. Hier fahren heute die Züge der RheingauLinie Richtung Koblenz Hbf und Neuwied ab.
- Gleis 2 ist ebenfalls ein Durchgangsgleis und teilt sich mit Gleis 4 einen Mittelbahnsteig. Hier fahren die VIAS-Züge Richtung Frankfurt (Main) Hbf über Rüdesheim und Wiesbaden Hbf.
- Gleis 4 ist ein ehemaliges Durchgangsgleis und liegt als äußerstes Bahnsteiggleis am Bahnsteig neben Gleis 2. Aufgrund rückgebauter Weichenanlagen sowie überwachsener Vegetation ist dieses Gleis heute nicht mehr befahrbar.
- Die Gleisanlagen des ehemaligen Oberlahnsteiner Güterbahnhofs liegen etwas versetzt zu den Gleisen des Personenbahnhofs und bilden heute nur noch eine Industriebrache.

## Betrieb
Im Bahnhof Oberlahnstein halten nur Nahverkehrszüge.
Auf dem Südabschnitt der rechten Rheinstrecke (Koblenz–Wiesbaden) verkehrten bis zum Fahrplanwechsel 2010/2011 die Loreley-Bahn (RB 10) und der Loreley-Express (RE 10), welche von der Deutschen Bahn (DB) betrieben wurden. Seit dem 12. Dezember 2010 verkehrte der Stadt-Express 10 (RheingauLinie) im Stundentakt, teilweise sogar halbstündlich. Dieser wird von der VIAS GmbH betrieben. Zum Fahrplanwechsel im Dezember 2016 erhielt diese Linie wieder die Bezeichnung RB 10.
| Linie | Verlauf | Takt                                                                   |
| ----- | --- | ---------------------------------------------------------------------- |
| RB10  | RheingauLinie: Frankfurt (Main) Hbf – Frankfurt-Höchst – Mainz-Kastel – Wiesbaden Hbf – Wiesbaden-Biebrich – Wiesbaden-Schierstein – Niederwalluf – Eltville – Erbach (Rheingau) – Hattenheim – Oestrich-Winkel – Geisenheim – Rüdesheim (Rhein) – Assmannshausen – Lorch (Rhein) – Lorchhausen – Kaub – St. Goarshausen – Kestert – Kamp-Bornhofen – Filsen – Osterspai – Braubach – Oberlahnstein – Niederlahnstein – Koblenz Hbf – Koblenz Stadtmitte – Neuwied Stand: Fahrplanwechsel Dezember 2023 | 60 min 30 min (Frankf.–Assmannshausen) 30 min (Frankf.–KO Hbf zur HVZ) |

## Bahnhof der Nassauischen Kleinbahn
Unweit des Bahnhofs Oberlahnstein der rechten Rheinstrecke befand sich der Bahnhof der Kleinbahn nach Nastätten.